# Georgi Bačev
Georgi Bačev (Blagoevgrad, 18 aprile 1977) è un ex calciatore bulgaro, di ruolo centrocampista.

## Palmarès

### Club

#### Competizioni nazionali
- Campionato bulgaro: 2

Levski Sofia: 2000-2001, 2001-2002
- Coppa di Bulgaria: 2

Levski Sofia: 2001-2002, 2002-2003